# Lead Me On (album Amy Grant)
Lead Me On è un album in studio della cantante statunitense Amy Grant, pubblicato nel 1988.

## Tracce
1. 1974 (We Were Young) – 4:22 (Amy Grant, Gary Chapman, Jerry McPherson)
2. Lead Me On – 5:35 (Grant, Wayne Kirkpatrick, Michael W. Smith)
3. Shadows – 5:24 (Grant, Karen Peris, Don Peris)
4. Saved by Love – 4:38 (Grant, Justin Peters, Chris Smith)
5. Faithless Heart – 5:10 (Grant, Michael W. Smith)
6. What About the Love – 5:23 (Rhonda Fleming, Janis Ian)
7. If These Walls Could Speak – 5:42 (Jimmy Webb)
8. All Right – 4:23 (Grant, Dann Huff, Phil Naish)
9. Wait for the Healing (Bonus track) – 5:36 (Grant, Chapman, Kirkpatrick, McPherson)
10. Sure Enough – 4:00 (Mike Brignardello, Shane Keister, Kirkpatrick)
11. If You Have To Go Away (Bonus track) – 4:01 (Grant, McPherson)
12. Say Once More – 4:54 (Grant, Gardner Cole)